# Niphoparmena subglabricollis
Niphoparmena subglabricollis là một loài bọ cánh cứng trong họ Cerambycidae.